# Ana Kvrgić
Ana Kvrgić (Zagreb, 12. ožujka 1970.) je hrvatska kazališna i filmska glumica.

## Filmografija

### Televizijske uloge
- "Zora dubrovačka" kao Dijana Kesovija (2013. – 2014.)
- "Zakon ljubavi" kao Lucijina doktorica (2008.)

### Filmske uloge
- "Je li jasno, prijatelju?" kao medicinska sestra #1 (2000.)
- "Novogodišnja pljačka" kao dama sa hardverom (1997.)
- "Sedma kronika" kao Ivančica (1996.)
- "Sjedim za bijelim metalnim stolom" (1993.)
- "Večer u đačkom domu" (1993.)

### Sinkronizacija
- "Kako izdresirati zmaja,  2,  3"  kao Tvrdakora (2010., 2014., 2019.)

## Vanjske poveznice
- Ana Kvrgić u internetskoj bazi filmova IMDb-u (engl.)
- Stranica na Gavella.hr